# John Wästlund

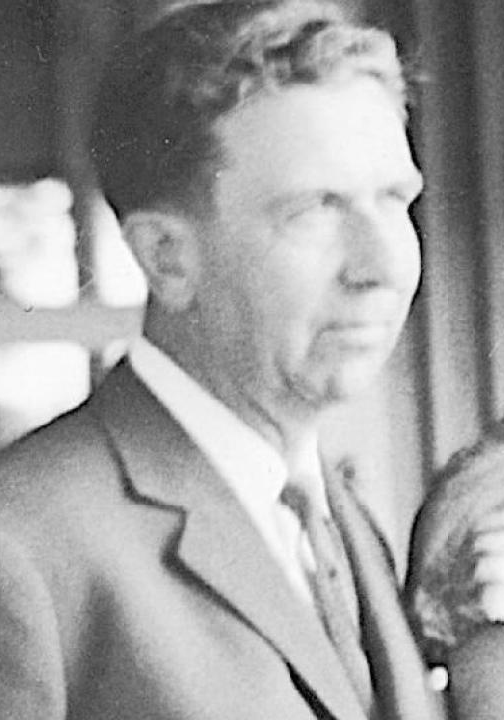
John Wästlund

John Erik Wästlund, född 2 juni 1910 i Karlstad, död 4 januari 1975 i Torremolinos i Spanien (kyrkobokförd i Karlstads domkyrkoförsamling), var en svensk arkitekt.
Wästlund, som var son till byggmästare Johan Wästlund och Hilma Prestfeldt, avlade studentexamen i Karlstad och utexaminerades från Kungliga Tekniska högskolan 1938. Efter tjänstgöring vid Stockholms stads byggnadsnämnd blev han assistent hos länsarkitekt Conny Nyquist i Karlstad 1938 och stadsarkitekt i Mellersta Värmlands stadarkitektsdistrikt 1944, vilket bland annat innefattade blivande Hagfors stad.
1945 startade han egen arkitektbyrå i Karlstad. Byrån kom att bli mycket framgångsrik och hade som mest ett 40-tal anställda, vilket gjorde den till den största arkitektbyrån i hela den svenska landsorten och dess betydelse för Karlstads utveckling under 1900-talets andra hälft kan inte överskattas. Wästlunds kom med tiden att koncentrera sig på att leda det stora kontoret och hålla kontakten med uppdragsgivarna, snarare än att själv rita. Han hade också en stor roll i utformandet av Bryggudden och företaget Löfbergs byggnader. Wästlunds arkitektkontor ritade både Löfbergs huvudkontor och senare även kaffeskrapan.
På 1950- och 1960-talet ritade byrån punkthusen på Kvarnberget, och samtliga hus på Orrholmen.
Wästlund pensionerade sig 1965 vid 55 års ålder och bolaget, som i samband med skiftet bytte namn till Skanark, övertogs av de anställda under ledning av kusinen Janne Feldt.
Han vilar i den Wästlundska familjens inmurade gravkammare på Norra kyrkogården i Karlstad.

## Bilder

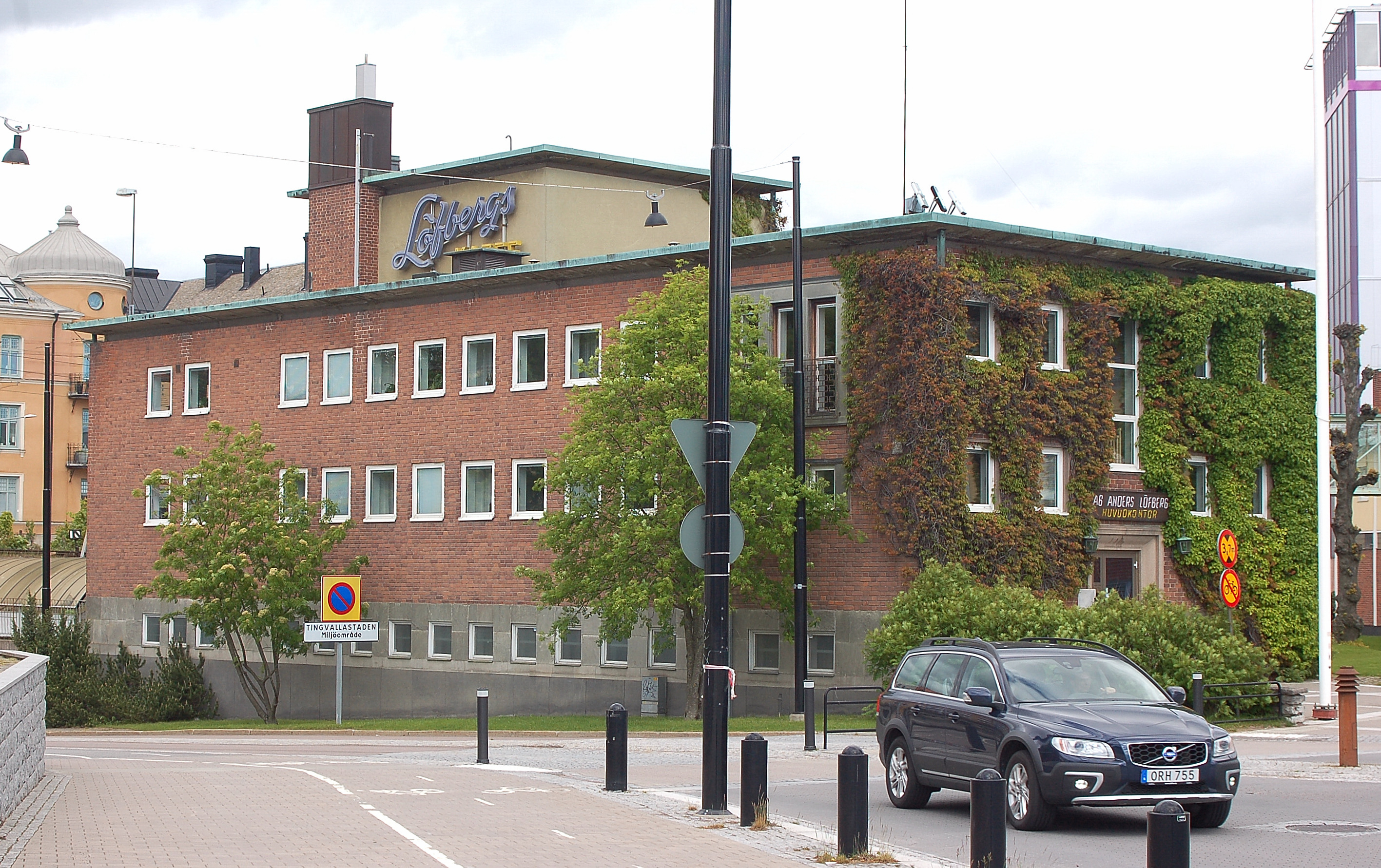
Löfbergs huvudkontor
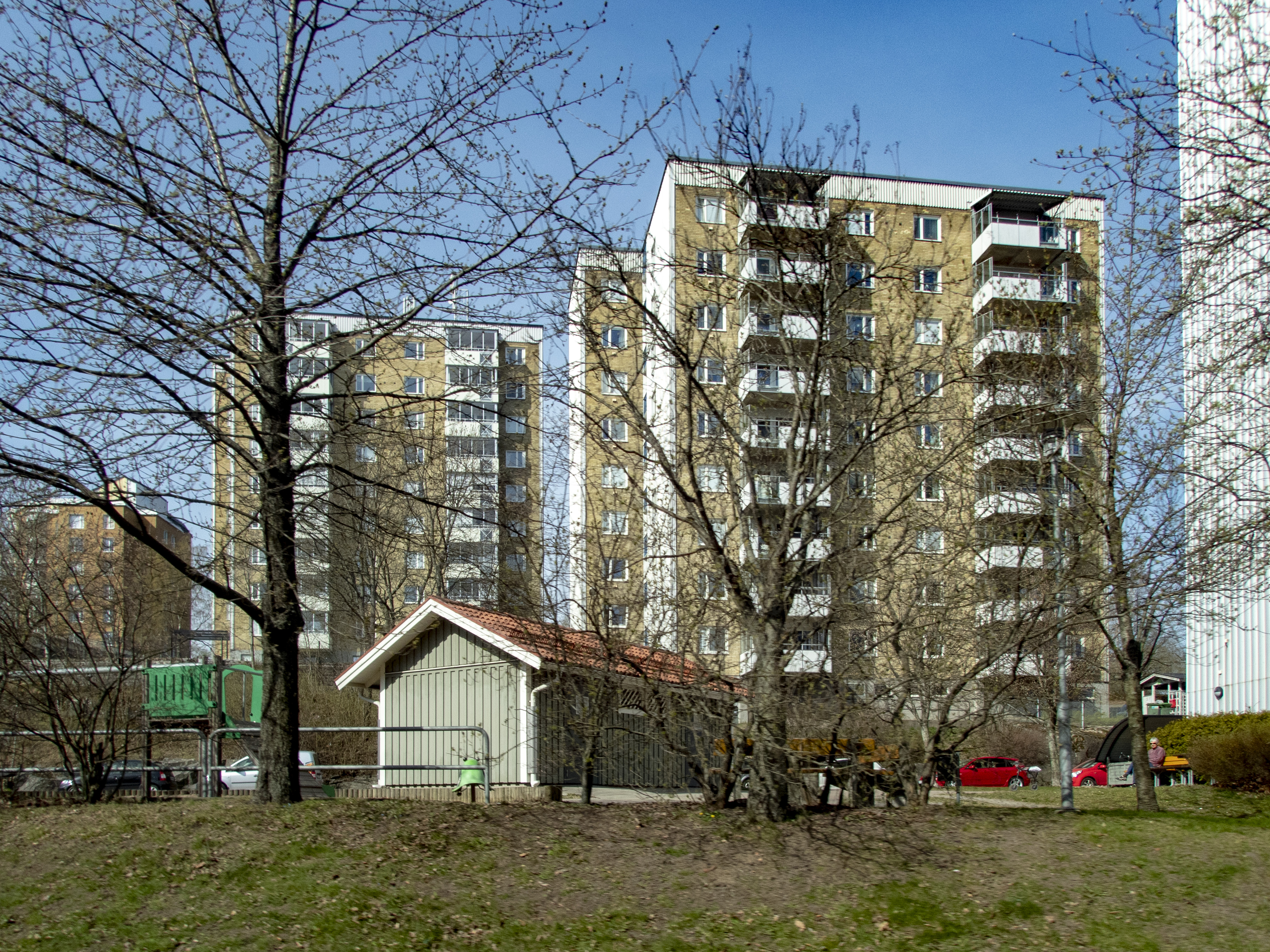
kv. Muraren
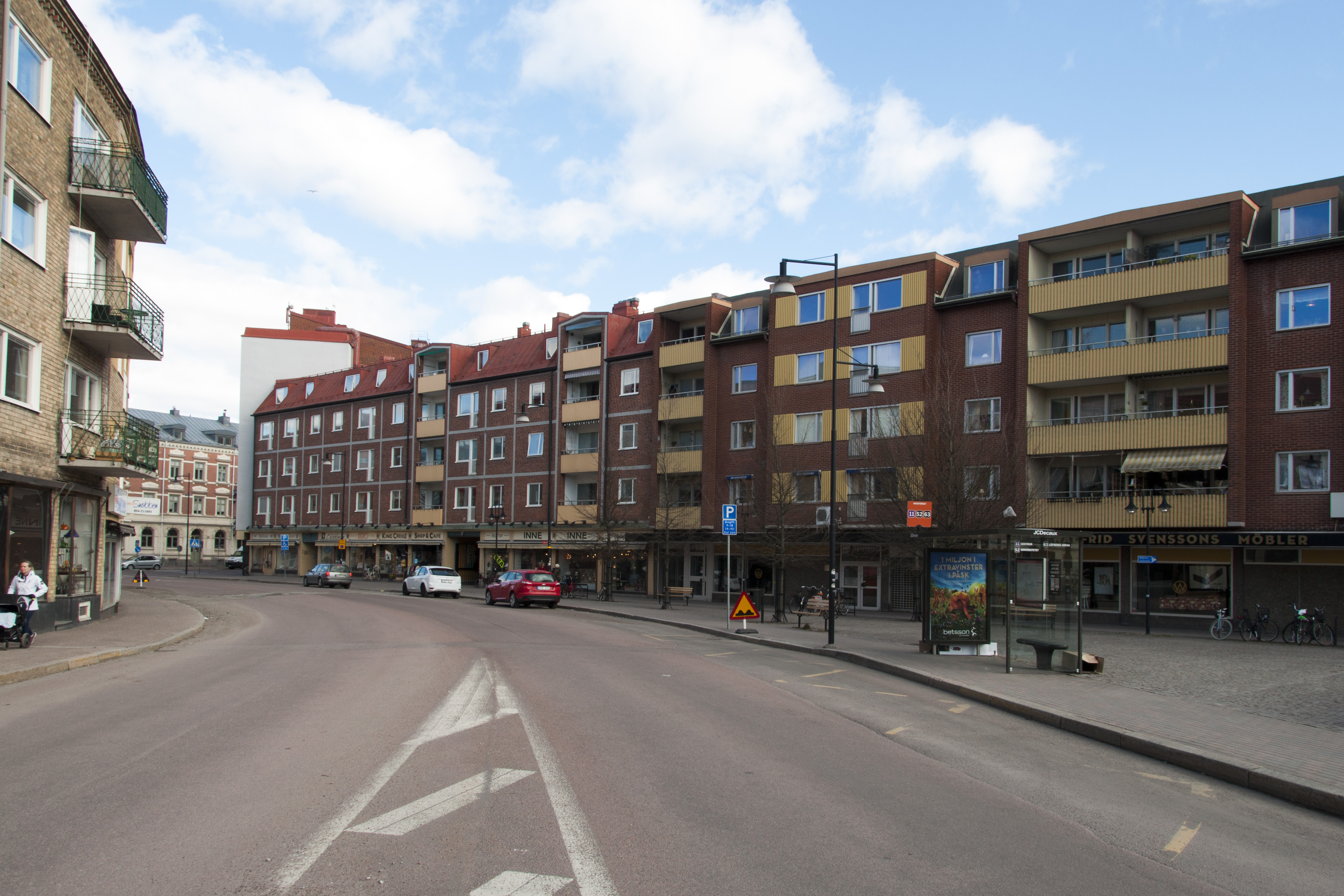
Uttern 20, Karlstad
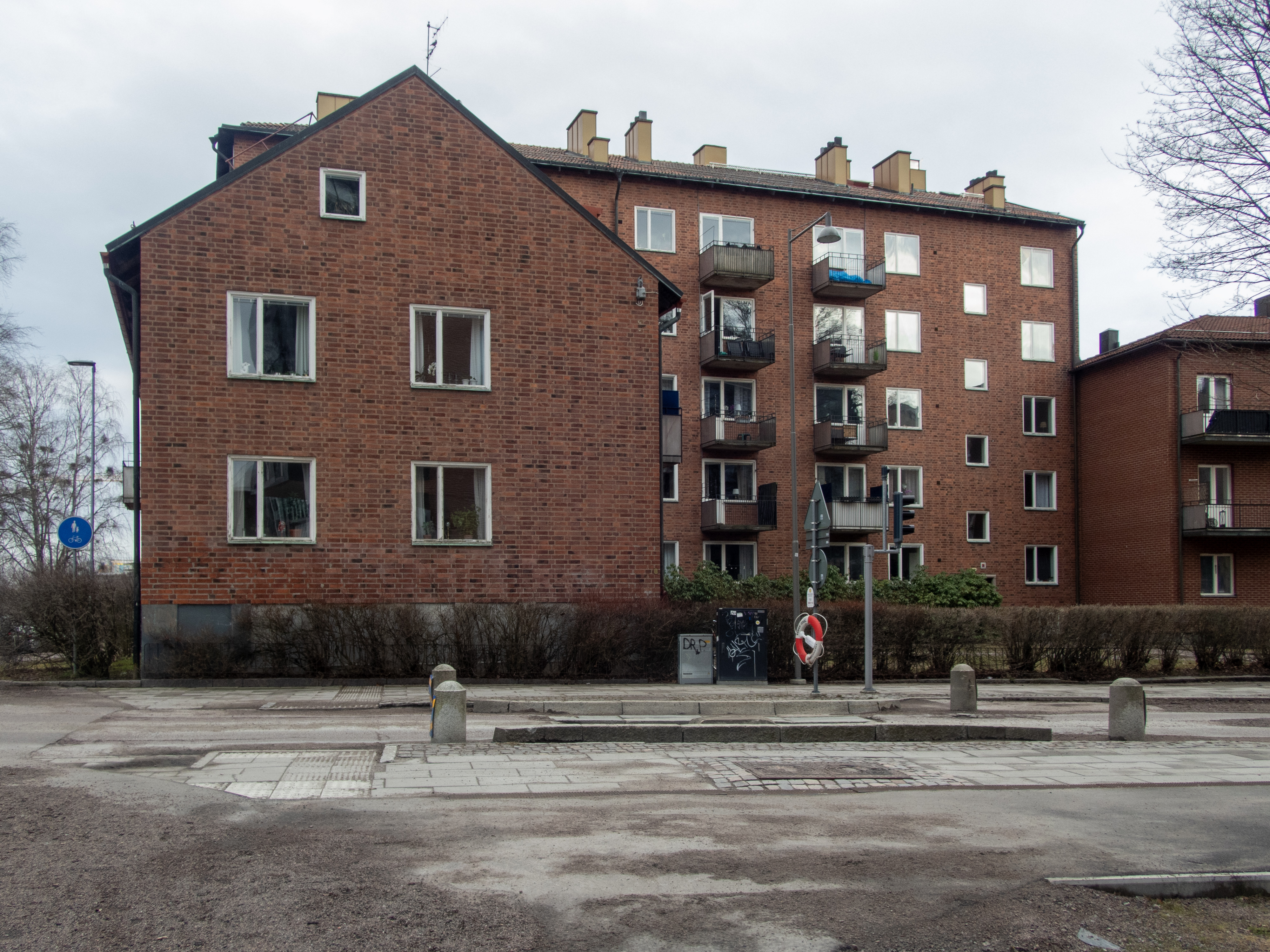
Ormen 20, Karlstad